# Viktor Barna
Viktor Barna, född den 24 augusti 1911 i Budapest i Ungern, död den 27 februari 1972 i Lima i Peru, var en ungersk och brittisk bordtennisspelare, och flerfaldig världsmästare.
Hans dopnamn var Győző Braun, men på grund av antisemitismen i Ungern vid den tiden så ändrade han namnet till ett som lät mer ungerskt.
Han spelade sitt första VM 1929 och 1954, 25 år senare sitt sista. Under sin karriär tog han 41 medaljer i Bordtennis VM; 22 guld, 7 silver och 12 brons. De tyngsta titlarna var de fem i singel, varav fyra i rad (1932–1935).
Han beskrevs av Sir Ivor Montagu, president i International Table Tennis Federation (1926–1967), som den största bordtennisspelaren som någonsin har levt ("the greatest table tennis player who ever lived").

## Bordtenniskarriär
År 1927 vann Barna de Ungerska juniormästerskapen.
Mellan 1929 och 1938 var Barna en av spelarna i det ungerska laget som vann sju Swaythling Cups (herr-VM).
Han vann sitt första singelguld 1930, var i final 1931 (mot Miklós Szabados) och vann sedan fyra i rad (1932–1935).
Hans mest framgångsrika år kom att bli 1935, i februari vid VM i Wembley, England vann han singeltiteln, dubbeln med Miklós Szabados och mixed dubbel med Anna Sipos. Senare samma år vann han med det ungerska laget lag-VM.
I maj 1935 råkade Barna ut för en allvarlig bilolycka, hans spelarm (den högra) bröts och han opererades flera gånger. Före olyckan hade han vunnit 20 titlar, efter olyckan vann han två; en med det ungerska laget 1938 och en dubbeltitel med Richard Bergmann 1939). Han konstaterade efter olyckan; "With that crash went a part of my game never to return".
Totalt tog Barna åtta dubbeltitlar, sju i rad mellan 1929 och 1935 och en 1939. Sex av dessa vann han tillsammans med Miklós Szabados, de andra två vann han med Sándor Glancz 1933 och Richard Bergmann 1939
I september 1939 när andra världskriget bröt ut befann sig Barna och hans fru i Amerika. Barna återvände till Europa för att slåss mot nazisterna. Han gick med i den brittiska armén som fallskärmshoppare och slogs i Jugoslavien. Efter att britterna dragit sig tillbaka från Jugoslavien återvände Barna till England och slog sig ned i London med sin fru. 1952 blev han brittisk medborgare. 1946 började han arbeta för Dunlop Sport och reste jorden runt för företaget. Under en av dessa resor avled Barna i en hjärtattack i Lima, Peru den 27 februari 1972.

## Halls of Fame
- 1981 valdes han in i International Jewish Sports Hall of Fame.[7]
- 1993 valdes han in i International Table Tennis Foundation Hall of Fame.[8]

## Meriter
- VM i bordtennis
  - 1929 i Budapest
    - 1:a plats dubbel (med Miklós Szabados)
    - 1:a plats med det ungerska laget

  - 1930 i Berlin
    - 1:a plats singel
    - 1:a plats dubbel (med Miklós Szabados)
    - 3:e plats mixed dubbel (med Ingeborg Carnatz)
    - 1:a plats med det ungerska laget

  - 1931 i Budapest
    - 2:a plats singel
    - 1:a plats dubbel (med Miklós Szabados)
    - 2:a plats mixed dubbel (med Anna Sipos)
    - 1:a plats med det ungerska laget

  - 1932 i Prag
    - 1:a plats singel
    - 1:a plats dubbel (med Miklós Szabados)
    - 1:a plats mixed dubbel (med Anna Sipos)
    - 2:a plats med det ungerska laget

  - 1933 i Baden
    - 1:a plats singel
    - 1:a plats dubbel (med Sándor Glancz)
    - 3:e plats mixed dubbel (med Anna Sipos)
    - 1:a plats med det Ungerska laget

  - 1934 i Paris
    - 1:a plats singel
    - 1:a plats dubbel (med Miklós Szabados)
    - 2:a plats mixed dubbel (med Anna Sipos)
    - 1:a plats med det Ungerska laget

  - 1935 i London
    - 1:a plats singel
    - 1:a plats dubbel (med Miklós Szabados)
    - 1:a plats mixed dubbel (med Anna Sipos)
    - 1:a plats med det ungerska laget

  - 1936 i Prag
    - 3:e plats med det ungerska laget

  - 1937 i Baden
    - 2:a plats med det ungerska laget

  - 1938 i London
    - 3:e plats singel
    - 2:a plats dubbel (med László Bellák)
    - 1:a plats med det ungerska laget

  - 1939 i Kairo
    - 1:a plats dubbel (med Richard Bergmann)

  - 1947 i Paris
    - 3:e plats dubbel (med Adrian Haydon)
    - 3:e plats mixed dubbel (med Margaret Franks)

  - 1948 i London
    - 3:e plats dubbel (med Richard Bergmann)

  - 1949 i Stockholm
    - 3:e plats med det engelska laget

  - 1952 i Bombay
    - 3:e plats dubbel (med Adrian Haydon)
    - 3:e plats mixed dubbel (med Rosalind Rowe)

  - 1953 i Bukarest
    - 3:e plats dubbel (med Adrian Haydon)

  - 1954 i London
    - 2:a plats dubbel (med Michel Haguenauer)
    - 3:e plats mixed dubbel (med Rosalind Rowe)
- Ungerska mästerskapen – guldmedaljer
  - 1929 - Dubbel (med Miklós Szabados
  - 1930 - Singel och dubbel (med Miklós Szabados) samt mixed dubbel (med  Anna Sipos)
  - 1931 - Dubbel (med Miklós Szabados) samt mixed dubbel (med Anna Sipos)
  - 1932 - Singel och dubbel (med Miklós Szabados) samt mixed dubbel (med Anna Sipos)
  - 1938 - Singel och dubbel (med István Boros) samt mixed dubbel (med Dóra Beregi)
- Öppna engelska mästerskapen
  - 1931 – 1:a plats dubbel (med Miklós Szabados)
  - 1933 – 1:a plats singel och 1:a plats dubbel (med Sándor Glancz)
  - 1934 – 1:a plats singel och 1:a plats dubbel (med Tommy Sears)
  - 1935 – 1:a plats singel och 1:a plats dubbel (med Tommy Sears)
  - 1937 – 1:a plats singel
  - 1938 – 1:a plats singel och 1:a plats dubbel (med Laszlo Bellák)
  - 1939 – 1:a plats dubbel (med László Bellák)
  - 1949 – 1:a plats dubbel (med Richard Bergmann)
- Andra mästerskap
  - 1936 – 1:a plats singel US Open